# Peña de Arcos
La peña de Arcos es una formación geológica de notoria singularidad y belleza que se encuentra situada en el término municipal de Arcos de la Frontera en la provincia de Cádiz (España). Fue declara monumento natural de Andalucía en 2011.

## Descripción
La peña de Arcos sobrepasa el kilómetro y medio de longitud y los 100 metros de altura. La zonificación de los materiales es clara, situándose los más deleznables en la zona inferior y los más compactos en las zonas superiores. El origen del talud que conforma la peña de Arcos se modeló gracias al efecto erosivo del río Guadalete. La vegetación es variada y está adaptada a los diferentes suelos existentes, según se trate de zonas altas, intermedias o próximas a la base del talud. Íntimamente unida al pueblo de Arcos de la Frontera, sobre la Peña se levantan diferentes edificios históricos de gran porte, importantes en el mantenimiento de la población de aves asociadas misma.